# Vicálvaro (distrito)
Vicálvaro é um distrito da cidade espanhola de Madrid.

## Bairros
Este distrito está dividido em dois bairros:
- Ambroz
- Casco Histórico de Vicálvaro

## Património
- Igreja de Santa María A Antiga
- Parque da Vicalvarada
- Igreja de Santa Teresa de Calcutá
- Parque Florestal de Valdebernardo